# Famille du Guesclin
Pour les articles homonymes, voir Du Guesclin.
 (janvier 2025).

Blason de la famille du Guesclin

La famille du Guesclin est une famille de la noblesse française, d'ancienne extraction, originaire de Bretagne. Elle a formé plusieurs branches, établies principalement dans l'Anjou, la Bretagne et dans le comté de Laval (département de la Mayenne actuel).
La famille a donné naissance à un personnage célèbre dans l'histoire : Bertrand du Guesclin, pendant plusieurs siècles, les du Guesclin ont eu des possessions en Bretagne, Anjou et Mayenne. Les cousins du connétable et leurs descendants, par suite d'alliances, furent seigneurs de Remefort, du Gast de Peuton, du Daneau de Ménil, du Fay de Cuillé, d'Auvers en Saint-Pierre-sur-Erve, et du Deffay, en Saint-Pierre-sur-Erve, etc. La branche de Beaucé enfin a donné deux historiens de la famille, et un évêque Bertrand-Jean-Baptiste-René du Guesclin.

## Héraldique
Bertrand V du Guesclin fut déclaré, par Arrêt de la Chambre établie pour la réformation de la Noblesse de Bretagne, rendu à Rennes le 15 janvier 1669, que lui & Bertrand-Charles-Baptiste, son fils, étaient nobles et issus d'ancienne extraction noble, avec la permission de prendre la qualité d'Ecuyer, Chevalier, & droits d'avoir armes & écussons timbrés appartenant à leur qualité.
René du Guesclin, seigneur de Beaucé, d'Anvers-la-Courtin, du Deffays et des Isles, né en 1614, produisit, devant Jean-Baptiste Voysin de la Noiraye, intendant de la généralité de Tours, ses titres de noblesse depuis Bertrand du Guesclin, son bisaïeul, et fut reconnu noble d'extraction, par sentence du 11 août 1667 : D'argent, à l'aigle éployée de sable, à deux têtes, couronnées d'or.
Les Du Guesclin de Beaucé et de la Roberie portaient d'après l'abbé Goyet : D'argent, à l'aigle éployée de sable, au bâton de gueules, posé en bande brochant sur le tout. François-Alexandre Aubert de La Chesnaye Des Bois blasonne ainsi les armes de cette famille : D'argent, à l'aigle éployée de sable, couronnée d'or, à la bande de gueules brochant sur le tout.
D'argent à l'aigle [bicéphale] de sable, membrée et becquée de gueules.

## Arbre
- Guillaume du Guesclin, fils de Robert, fut seigneur de la Motte-Broons par sa mère.
  - Robert II du Guesclin (v. 1300-1353), seigneur de la Motte-Broons. Il suivit le parti de Charles de Blois et de Jeanne de Penthièvre, fa femme, contre Jean de Montfort. Epoux de Jeanne de Malesmains (morte en 1350), dame de Sens, dont il eut dix enfants
    - Bertrand du Guesclin, épousa en premières noces, probablement en 1363 à Vitré, de Tiphaine Raguenel (morte en 1373), fille de Robin III Raguenel, seigneur de Châtel-Oger, héros du combat des Trente, et de Jeanne de Dinan, vicomtesse de La Bellière ; et, en secondes noces, le 21 janvier 1374 au château de Montmuran aux Iffs, Jeanne de Laval (morte après 1385), fille de Jean de Laval (mort en 1398), et d'Isabeau de Tinténiac. Après son veuvage, en 1380, Jeanne de Laval se remarie, le 28 mai 1384, avec Guy XII de Laval (mort en 1412), sire de Laval. Il contracte deux mariages, qui ne laissent pas d'enfant :
      - En revanche, il laisse des bâtards ou des enfants semi-légitimes[4].
      - De sa relation avec Doña de Torró, Dame de Soria[5],[6],[7],[8], dame de la cour de la princesse Jeanne d'Aragon[9], on suppose qu'il a eu deux enfants (nés vers 1366) :
      - Beltrán Torró[10],[11],[12], qui pourrait être l'ancêtre des marquis de Fuentès et qui est l'ancêtre de la famille Desclergues de Montblanc à Tarragone, par le fils de Beltrán Torró, Galceran Torró, grand-père de Francesc Torró y Miquel, qui a épousé Clementa Desclergue, fille  de Berenguer Desclergue, et a eu Pere Torró y Desclergue comme fils, qui a produit la famille qui a établi le Casal dels Desclergue sur la Plaza Mayor de Montblanc;
      - Guérech Torró[13], qui a parmi ses descendants archevêque de Burgos Garcia de Torres[14].
      - On connaît également un troisième enfant, issu d'une autre relation (ou de Doña de Soria, la filiation étant mal établie[15]) : Michel du Guesclin. Il servait en Normandie avec 8 écuyers, le 18 octobre 1379. Le Roi lui fit une gratification le 21 décembre 1380, en considération des services qu'il avait rendus dans les guerres, où il avait été fait prisonnier plusieurs fois et mis à grande rançon. II servit en Flandre sous l'Amiral Jean de Vienne en 1383 , et eut quelques démêlés avec Jeanne de Laval, veuve de son père[16].

    - Olivier du Guesclin, époux de Péronelle d'Amboise, Ffille de Jean d'Amboise, vicomte de Thouars et de Marie de Flandres.
      - Tiphaine du Guesclin, dont le mari, Jean de Brézé, périt en 1422 dans une rencontre avec les Anglais entre Evreux et Neufchâtel.
        - Pierre de Brézé, chevalier, comte d'Evreux, devint seigneur de Brissac par suite d'un échange conclu en 1434 avec Jean de la Haie-Passavant, seigneur de Chemillé.

    - Guillaume du Guesclin
    - Robert du Guesclin
    - Julienne du Guesclin. Julienne qui, en 1364, s'illustra en défendant Pontorson contre les Anglais, fut Abbesse de Saint-Georges de Rennes et mourut le 27 mai 1405.
    - Agathe du Guesclin, religieuse
    - Clémence du Guesclin, épousa d'abord un seigneur normand nommé Fradin (alias Afratin) de Husson, seigneur de Ducey, puis Raoul de Beauchamp
      - Tiphaine de Husson, épouse de Guy de Laval.
        - Foulques II de Laval, seigneur de Challouyau, qui fut quelque temps sous la tutelle de sa mère Tiphanie de Husson, et qui mourut sans alliance en 1398 ;
        - Guy II de Laval-Rais (mort en 1415), sire de Blaison, Chemillé et Challouyau, adopté pour héritier par sa cousine éloignée Jeanne Chabot dite Jeanne de Retz la Sage (morte en 1406), dont il reprend le nom de Retz (Rais à l'époque) et par laquelle il obtient des fiefs considérables au sud-ouest de Nantes. Il épousera Marie de Craon (morte en 1415) et aura deux fils :
          - Gilles de Rais (vers 1405-1440), maréchal de France, baron de Retz, seigneur de Machecoul,
          - René de Rais (vers 1414-1473), baron de Retz, seigneur de La Suze-sur-Sarthe.

    - Loiette du Guesclin
    - Jeanne du Guesclin
    - Colette du Guesclin

  - Olivier du Guesclin, seigneur de Ville-Anne, en Saint-Servan, épousa une nommée Amicia
    - Saveline, épouse de Jean Ruffier, sieur du Vau-Ruffier.

  - Bertrand Ier du Guesclin, auteur de la Branche de Vaurusé et de La Roberie, seigneur du Vaurusé, chevalier, eut pour sa part dans les successions de ses père et mère le lieu et terre de Vaurusé, avec les rentes, dismes et revenus qui en dépendoient, sis et s'estendans es paroisses de Broonet de Trémur »[14]. Il épousa Thomasse Le Blanc, dame de la Roberie et de la Bonnerie.
    - Olivier du Guesclin dit Catruche, seigneur de Vaurusé en Broons et Trémeur, épousa, suivant contrat du 8 décembre 1365, Jeanne de Bouillé, fille de Jean de Bouillé, seigneur de la Morlière. Il suivit le parti de Charles de Blois et de Jeanne de Penthièvre, fa femme, contre Jean de Montfort[16]. Il quitte la Bretagne pour s'établir en Anjou, etil fixa sa demeure à la Morelière, qui appartenait à fa femme, à Brissarthe.
      - Bertrand II du Guesclin, seigneur de Vaurusé, de Villechien et de la Morlière, était en 1351 époux d'Isabeau d'Ancenis, fille de Renault d'Ancenis, seigneur « de l'isle d'Avrillé et de Soûlez », et d'Isabelle de Clisson, dame de Remefort et de Mortiercrolles. Il est inhumé à Brissarthe vers 1396.
        - Catherine du Guesclin, épouse de Charles Ier de Rohan-Guémené, seigneur de Guemené-Guingamp
          - Louis Ier de Rohan-Guéméné, seigneur de Guémené

      - Guillaume Ier du Guesclin, seigneur de Vaurusé, et de Jeanne de Bouillé, reçut en 1396 la terre et seigneurie de Barjeux d'Olivier du Guesclin, cousin germain de son père. Par suite du décès de ses deux frères Robert et Olivier, il réunit tous les biens que leur mère avait donnés à ses fils puînés et ceux que leur avait attribués en partage leur nièce Catherine. Il fut ainsi seigneur de de La Roberie, de Pallieres et de la Bellangerie en Bretagne et de la Bardoulière en Anjou. Il prit en mariage Fleurie Morin, fille de Jean Morin, écuyer, et de Marie d'Arquenay.
        - Jean du Guesclin, seigneur de de La Roberie et de la Bonnerie, posséda aussi le Gast en Peuton du chef de sa mère. Il se maria avec Jeanne de Sévigné, fille de Guillaume de Sévigné, seigneur dudit bien et d'Anne de Mathefelon.
          - Gilles du Guesclin, seigneur de de La Roberie et de la Bonnerie, épousa Catherine Quatrebarbes, fille de Jean Quatrebarbes, seigneur de la Rongère, et d'Isabeau de Frézeau. D'après du Paz, Gilles du Guesclin « fut du nombre des barons, seigneurs et gentilshommes qui firent l'entreprise de prendre le thrésorier Pierre Landais, au mois d'avril 1484 » et la généalogie de la famille des Quatrebarbes ajoute que, condamné à mort, il fut sauvé par sa femme. Gilles n'eut pas d'enfants et ses biens passèrent à son frère cadet.
          - Guillaume II du Guesclin, se maria avec Jeanne de Denée, fille d'écuyer Guillaume de Denée, seigneur de la Motte-de-Gennes, et d'une demoiselle de Brie.  Il vivait à la fin du XVe siècle et au commencement du suivant. Guillaume fut inhumé, vers 1504, dans l'église de Moutiers, où sa femme reçut aussi sa sépulture. Il eut six enfants:
            - Bertrand III du Guesclin, seigneur de de La Roberie et de la Bonnerie, fils aîné de Guillaume et de Jeanne de Denée, posséda Danneau et le Gast. Il épousa Péronnelle Haussard, fille de Bertrand Haussard, chevalier, et de Françoise de Laval. Il vivait en 1505 et en 1543. Comme son père, il eut six enfants :
              - René du Guesclin, chevalier, seigneur de de La Roberie et de la Bonnerie, eut le Gast, probablement après la mort de sa mère et de son frère Bertrand. Il contracta deux mariages, d'abord avec une petite fille de François Auvé, sieur de la Ventrouse, et de Marguerite de Vieux-Pont, dont il eut seulement une fille morte jeune, puis avec Jeanne des Vaux, fille de Jean des Vaux et de Marie de Coisnon, sieur et dame de Levaré. De son second mariage il eut six fils et trois filles :
                - Bertrand IV du Guesclin. Il était chevalier de l'Ordre du roi, lieutenant de 50 hommes d'armes des ordonnances et gentilhomme servant chez S. M.,  en 1567. Il prit en mariage « damoiselle Julianne du Chaslelier, fille d'escuyer Jean du Ghastelier, seigneur de Flégez, séneschal de Fougères, et de damoiselle Ophrayse Couaynon. Il alla en Gascogne au voyage que le duc de Mayne fit contre les hérétiques, conduisant la Compagnie du Sieur du Bois-Dauphin ; et estant au siège de Castillon, il tomba malade ; de là il fut amené à Bordeaux où il mourut de ladite maladie, l'an 1586 »[14]. De Julienne du Ghastelier qui vivait encore en 1618, il avait eu « bon nombre d'enfants qui ne dégénèrent en rien des vertus de leur progéniteur, ancestres et prédécesseurs »[14]. Onze enfants:
                  - Bertrand V du Guesclin, dit le sage Roberie, qui en 1606, se noya avec un grand nombre de nobles entre Saint-Malo et Sézambre, dans une promenade en mer
                  - César du Guesclin, « homme d'affaires et de valeur »[14], succéda à son frère Bertrand dans la seigneurie de de La Roberie. Seigneur de de La Roberie, de la Bouverie, de la Chevalleraie, Chevalier de l'Ordre du Roi, fut élevé Page du Duc de Mercœur; accompagna son frère aîné en son voyage de Rome, où ils firent leurs exercices; fut reçu, le 27 août 1636, en la Compagnie des Gendarmes du Seigneur de la Trémoille, qui avait été mise sur pied par ordre du Roi, et mourut à La Roberie le 21 mars 1637. Il épousait en 1610 Jacqueline Le Garanger, fille de Mathurin Le Garanger et de Marguerite Launay, sieur et dame de la Piguenaie.
                    - Bertrand VI du Guesclin, né en 1612, fut conseiller au Parlement de Bretagne en 1637. II avait épousé Judith du Chasteignier, morte le 10 août 1659 et le 17 janvier 1660, Renée Papin ou Pépin. Celle-ci, vers 1677, fit transporter dans l'église de Moutiers où les seigneurs de de La Roberie avaient un enfeu et des droits de prééminence, le corps de son mari inhumé primitivement à Bodelio près de Rochefort-en-Terre. Elle vivait encore en 1721 et possédait le Fay en Cuillé. Cette dernière terre appartint ensuite à Bertrand-César, marquis du Guesclin, dont la Veuve, Marguerite Bosc, nomma en 1760 Jean-François Régnier en qualité de sénéchal du Fay.
                      - 1re Joseph-Bertrand du Guesclin, mort jeune
                      - 1re Hélène du Guesclin, mère de deux fils et d'une fille de son mariage, contracté en Septembre 1662, avec Charles du Matz, Seigneur du Brossay, dont elle resta veuve en 1673. Elle plaida longtemps contre son père et sa belle-mère.
                      - 1re Jacquemine du Guesclin, mariée, le 22 juin 1671, à Jean-Baptiste de Pérouse, fils de Bertrand, Seigneur des Bonnais, et morte le 19 février 1672.
                      - 1re Françoise-Judith du Guesclin, religieuse Hospitalière à Rennes, sous le nom de Sœur de Sainte-Catherine, le 30 septembre 1667, et morte à la fin de novembre 1671.
                      - 1re Charlotte du Guesclin, Religieuse Professe au même monastère, un an après sa foeur, sous le nom de Saint-Alexis, morte un mois après sa profession
                      - 1re Julienne du Guesclin, Religieuse Professe au même monastère, sous le nom de Saint-Placide en 1667, Supérieure aux Hospitalières de Fougères, et morte Supérieure de celui de Rennes le 12 décembre 1691.
                      - 2e Bertrand VII Charles Baptiste du Guesclin (mort en 1710), seigneur de la Bouverie, époux de Renée Gouret. Seigneur de de La Roberie, d'abord Gendarme de la garde sous Hercule-Mériadec de Rohan-Soubise, Prince de Soubise, qui le reconnoissait pour son parent, puis Mousquetaire dans la première Compagnie, fut ensuite Capitaine de Dragons dans le Régiment de Bretagne, et mourut à La Roberie en 1710.
                        - Bertrand VIII César du Guesclin, seigneur de de La Roberie et de Montmartin, né le 12 novembre 1694, Capitaine dans le Régiment du Roi, Infanterie, puis maitre de camp reformé de Cavalerie ; Gentilhomme de la Chambre de M. le Duc d'Orléans ; élu Syndic des États de Bretagne au mois de novembre 1738, en la place du comte de Coëtlogon ; député des États de Bretagne, pour en porter les cahiers au Roi, au nom de la Noblesse, au mois de janvier 1740; fait, dans le même temps, premier Gentilhomme de la Chambre de Louis d'Orléans. Il est mort à Paris le 26 décembre 1741, d'une maladie de poitrine. II avait épousé le 10 octobre 1723, Elisabeth-Angélique Dreux, fille de Thomas de Dreux-Brézé de Catherine-Angélique Chamillart. Elle est morte en couches le 19 octobre 1724, d'un enfant qui n'a pas vécu ; il épousa en seconde noces le 9 février 1728, Marguerite Bosc.
                          - N. du Guesclin
                          - Jean-Baptiste du Guesclin, Marquis du Guesclin, né le 17 mars 1730, a été Sous-Lieutenant de Gendarmerie, et servait dans l'Armée de Flandre lorsqu'il fut tué, au mois de Septembre 1746, d'un coup de pied dans le ventre, par un de ses chevaux.
                          - Marie-Louise-Marguerite du Guesclin
                          - Françoise-Marie du Guesclin, épousa en 1758 en l'Église Saint-Eustache de Paris Louis-Joachim Paris Potier (1733-1794), marquis puis 5e duc de Gesvres (1774), Pair de France, gouverneur de I'Ile-de-France.  La duchesse de Gesvres meurt à Paris en 1828. Elle lègue sa fortune à Joseph-Anne-Maximilien de Croÿ d'Havré.

                        - Bertrand-Olivier-Marie du Guesclin, né le 3 Avril 1703, Capitaine de Cavalerie au Régiment de Luynes, puis Sous-Lieutenant de Gendarmerie, tué à la Bataille de Fontenoy le 11 mai 1745
                        - Bertrand-Jean-Baptiste-René du Guesclin, ecclésiastique, est évêque de Cahors (1741-1766).
                        - Bertrand-Marie-Cyrille du Guesclin, né le 9 juillet 1707, mort en 1721 ;
                        - Marquise du Guesclin,  née le 12 mars 1698
                        - Marie-Rose-Louise du Guesclin, née le 27 juin 1700
                        - Louise-Bonne-Hyacinthe du Guesclin, née le 11 mars 1706
                        - Anne-Renée-Eugénie du Guesclin,  née posthume le 15 novembre 1710.

                      - 2e Jeanne Marquise du Guesclin, mariée, le 28 février 1668, à Jean-Baptiste de Saint-Gilles, Seigneur de Perronnay, de Romillé, de la Durantais, morte en 1693, laissant trois fils et une fille.

                  - François du Guesclin, sieur du Gast, dit le Patient et le Cavalier, qui n'était pas marié en 1618
                  - Gabriel du Guesclin, auteur de la Branche de Beaucé, seigneur du Gast et de Danneau, indivisément, au moins à l'origine, avec son frère François, fut conseiller au Parlement de Bretagne. Suivant contrat du 26 décembre 1610, il épousa Renée Nepveu, fille de Roland Nepveu, bailli de Sablé, sieur de la Morlière, et de Marie Foulon. Il revendit sa charge au Parlement de Bretagne en 1619, se retira à Sablé, près de son beau-père, et acheta la Terre de Beaucé
                    - René du Guesclin, chevalier, seigneur de Beaucé et du Gast. Il est né à Sablé le 1er décembre 1614, reçu Conseiller au Grand Conseil, le 23 juillet 1638, Conseiller ès-Conseils d'Etat et Privé du Roi, le 27 avril 1644, dont il prêta serment entre les mains du Chancelier de France Pierre Séguier, le 30 mai 1644. Il vendit, le 16 janvier 1650, sa charge de Conseiller au Grand-Conseil, et se retira à Beaucé. La terre du Gast fut saisie sur lui à la requête d'Anne de Rohan, dame du Plessis de Marigné et de Jarzé, pour non paiement des droits de relief et de rachat. René du Guesclin porta l'affaire devant le présidial de Château-Gontier en 1653. René épousa Anne Cousinot, fille aînée de Jacques Cousinot, premier médecin du roi, qui survécut à son mari et mourut avant 1725. Il écrivit en un volume in-folio « l'histoire généalogique de la maison de Du Guesclin, avec les alliances de cette maison et avec toutes les armes de ces alliances peintes de sa main admirablement »[1]. Gilles Ménage, qui nous apprend ces détails, avait vu le manuscrit soigneusement calligraphié. On ne sait ce qu'il est devenu[1].
                      - Bertrand du Guesclin, né à Paris le 16 octobre 1645, mort à Sablé le 10 septembre 1648
                      - René du Guesclin, seigneur de Beaucé, d'Auvers-Abatant, du Deffays, du Gast, naquit à Sablé le 8 janvier 1647. Son père était mort quand, du consentement de sa mère Anne Cousinot, il épousa Marie Sourdrille, fille de René Sourdrille, sieur de la Tremblaie, grenetier au grenier et magasin à sel de Château-Gontier, et de Marie Juffé. Il habita ordinairement le Château de l'Escoublère, qu'il eut du chef de sa femme. Il a fait lui-même sa biographie. Il commença ses humanités à l'âge de huit ans[17], entra en troisième au Collège de la Flèche et alla à Paris à 16 ans chez Mme Cousinot, sa grand-mère[18]. Il entra aux mousquetaires, 1663, devint lieutenant au régiment du Roi-infanterie, 1667, lieutenant de cavalerie au régiment de Sessac, 1673, servit en Franche-Comté, en Alsace, fut blessé à l'épaule au combat d'Ensheim, le 4 octobre 1674, perdit son équipage à la bataille de Trèves le 11 août 1675, fit encore les campagnes de Flandre et d'Allemagne les deux années suivantes et revint à Sablé recueillir la succession de son père. A la convocation de l'arrière-ban d'Anjou, 1689, il commanda, quoique simple cornette, en l'absence de Louis-François Servien, marquis de Sablé, l'escadron des soixante-dix gentilshommes de la province. Lui aussi se fit l'historien de sa famille[19]. Ils eurent 10 enfants :
                        - N. du Guesclin, né le 2 juin 1683, mort le 23 juin 1683, sans avoir été nommé
                        - René du Guesclin, né le 10 avril 1684 et mort le 26 avril 1684
                        - Bertrand-Gabriel du Guesclin (° 1692 Daon, baptisé en 1699), comte du Guesclin, seigneur de Beaucé, d'Auvers-Abatant et du Deffays. Il avait épousé Marie-Anne Phelippeaux d'Herbault. Il a été Officier dans le Régiment du Roi-Infanterie, et a servi quelques années en Espagne. II est mort le 29 octobre 1750, à Beaucé.
                          - Bernard-Louis du Guesclin, né le 23 juin 1726, mort
                          - René-Jean-Olivier du Guesclin, seigneur d'Auvers-Abatant et du Deffays, né le 12 janvier 1731, vivait en 1760 et mourut sans enfants  Officier au Régiment des Gardes françaises.

                        - René-Olivier du Guesclin (° 26 avril 1695) qui, après avoir servi dans les mousquetaires, épousa, le 25 août 1727, Marie-Anne-Henriette de Juigné, et le 2 juillet 1737 à Trinité de Laval, Marie-Françoise de la Roussardière d'Aligné. Il est seigneur de l'Ecoublère, puis de Beaucé après la mort de son neveu René-Jean-Olivier. René-Olivier mourut le 30 juin 1764 et fut inhumé à Daon.
                          - 
                            - Le 12 décembre 1727, une nommée Jeanne Guiard, fille de Pierre Guiard, laboureur, et de Madelaine Turpin, déclara au greffe du présidial de Château-Gontier être enceinte des œuvres du sieur du Guesclin.

                          - Bertrand-Henri-Michel du Guesclin, (°1er novembre 1743), comte puis marquis du Guesclin, était sous la tutelle de sa mère en 1765, colonel d'infanterie en 1778, et mourut sans enfants avant 1791.

                        - N. du Guesclin, né le 26 janvier 1707, mort, sans avoir été nommé, le 21 juillet 1707
                        - Marie-Anne du Guesclin, se fit religieuse sous le nom de Sainte-Rosalie et fut en 1720 supérieure des Sœurs de Sainte-Marie d'Angers.
                        - Madeleine-Charlotte du Guesclin (° 1688 Daon, baptisée en 1695), épouse de Jean-Jacques-François de Baglion de la Dufferie, seigneur de Martigné
                        - N. du Guesclin, née le 21 septembre 1696, morte le lendemain, sans avoir été nommée

                      - Charles du Guesclin, né le 13 février 1650, mort à Sablé le 17 décembre 1664
                      - Jacques du Guesclin, Seigneur du Gast, né le 31 mai 1651, mort à Sablé le 9 janvier 1675, des fatigues qu'il avait essuyées , pendant la campagne de l'année précédente, avec son frère aîné, en Franche-Comté et en Alsace.
                      - Gabriel-Bertrand du Guesclin, né le 9 mars 1658, Chanoine Régulier de Saint-Augustin, le 11 mai 1688
                      - Jean-Baptiste du Guesclin, né le 26 juillet 1665, mort à Beaucé la nuit du 8 au 9 octobre 1678
                      - Marie-Anne du Guesclin, dite Mademoiselle de Beaucé, née le 31 mai 1652, décéda à Sablé peu avant le 21 décembre 1718, date à laquelle l'hôpital de cette ville accepta un legs fait par elle à cet établissement, à charge de fonder un lit « où seront reçus par préférence les pauvres de la maison de Beaucé et dépendances et annexes,  et à défaut, des pauvres de la paroisse de Solesmes ».
                      - Julienne du Guesclin, dite Mademoiselle d'Auvers, née le 28 octobre 1653, morte, sans avoir été mariée, à Sablé le 27 juin 1701
                      - Marie-Madeleine du Guesclin, dite Mademoiselle du Guesclin, fut chanoinesse de Lorraine, née le 5 décembre 1656, reçue chanoinesse honoraire de Pouffay, le 2 mars 1687.
                      - Renée du Guesclin, née le 12 janvier 1659, morte le 30 avril 1665
                      - Anne-Angélique du Guesclin, , dite Mademoiselle des Deffais, née le 8 avril 1663, épousa Pierre de Scépeaux, seigneur du Chemin, fils de Pierre de Scépeaux, sieur du Houssay et de Catherine Gandon. Elle ne laissa pas de postérité.
                      - Renée du Guesclin, dite Mademoiselle de la Brocherie, née le 13 février 1667, morte Pensionnaire au Couvent des Filles de Saint-Chaumont, le 11 août 1702.
                      - Renée du Guesclin, née le 24 juillet 1668, morte le 8 novembre 1668.

                    - Julienne du Guesclin, née à Sablé, le 14 juillet 1617, mariée, le 22 août 1639, à Nicolas Forée, seigneur du Parc, dont elle resta veuve le 30 juin 1643, avec un fils, Conseiller au Parlement de Bretagne. Elle est morte le 10 janvier 1704, aux Hospitalières de Vannes, où elle s'était retirée, étant devenue aveugle plus de 20 ans auparavant.

                  - Jeanne du Guesclin, l'aînée, « fille d'un grand esprit, non encore mariée »[14]
                  - Orfraise du Guesclin, mariée en 1613 à François de Vaujoyeux
                  - Urbaine du Guesclin, décédée religieuse à Saint-Sulpice-lès-Rennes
                  - Françoise du Guesclin, morte jeune.
                  - Catherine du Guesclin, morte jeune.
                  - Michelle du Guesclin, morte jeune.
                  - Julienne du Guesclin, morte jeune.

                - Antoine du Guesclin, curé de Cuillé, qui fut nommé en 1597 prieur-recteur de Saint-Germain-du-Pinel, où il mourut le 28 octobre 1627
                - Jean du Guesclin, sieur du Gast, écuyer du duc d'Aumale, qui mourut sans alliance en 1586 et fut enterré aux Cordeliers d'Anet
                - Joachim du Guesclin, seigneur du Plantis, écuyer du duc d'Elbeuf, puis du duc d'Aumale, qui fut député aux États généraux de 1593 et décéda célibataire en 1597
                - René du Guesclin, mort étudiant à Paris
                - un autre René du Guesclin qui ne vécut que quelques années
                - Michelle du Guesclin, religieuse et prieure claustrale de l'Abbaye de Saint-Sulpice-lès-Rennes
                - Catherine du Guesclin, femme de Valery Valleaux, seigneur du Bois-Robin
                - Marguerite du Guesclin, morte jeune.

              - Bertrand du Guesclin, seigneur du Gast, qui ne fut pas marié;
              - François du Guesclin, seigneur du Plantis, maître d'hôtel du roi, qui « espousa, « dit du Paz, une fille de la maison de la Stardie
                - Geneviève du Guesclin

              - Renée du Guesclin, religieuse à l'Abbaye d'Étival-en-Charnie
              - Bertranne du Guesclin, religieuse à l'Abbaye Saint-Georges de Rennes
              - Françoise, femme de Pierre Ivette, seigneur du Bois-Hamon.

            - Guillaume du Guesclin, curé de Cuillé en 1549
            - Jean du Guesclin qui ne contracta pas d'alliance,
            - Jacquette du Guesclin, femme d'écuyer Joachim des Aubiers, fils de Guyot des Aubiers et de Mathurine d'Alencé
            - Renée du Guesclin, femme d'écuyer Pierre du Cellier, seigneur de Beauchêne
            - Jeanne du Guesclin, religieuse à l'Abbaye Saint-Georges de Rennes, qui vivait en 1528.

          - Marie du Guesclin, épouse de Lancelot de Ouénécan, seigneur de Craon près d'Hennebont.

        - Marie du Guesclin, épousa d'abord Michel Le Roy, seigneur de la Vérouillère près de Châteauneuf-sur-Sarthe, puis Jean Morin, seigneur de Loudon

      - Robert du Guesclin
      - Olivier du Guesclin